# Abu Thabit Amir
Abû Thâbit `Âmir (أبو ثابت عامر, ⴰⴱⵓ ⵜⴰⴱⵉⵜ ⵄⴰⵎⵉⵔ ) (عامر `āmir, prospère ; florissant) est né en 1284. Il succéda à son grand-père
Abû Yûsuf Ya`qûb ben `Abd al-Haqq comme sultan mérinide en 1307 et mourut de maladie en 1308.

## Histoire
Dès le début de son règne en 1307, ce petit-fils d'Abû Ya`qûb Yûsuf se voit contesté par trois puis quatre prétendants. Les trois premiers furent vite éliminés et ce fut au cours de la campagne contre le quatrième où il fonda Tétouan qu'Abû Thâbit mourut de maladie (1308)..

## Sources
- Charles-André Julien, Histoire de l'Afrique du Nord, des origines à 1830, édition originale 1931, réédition Payot, Paris, 1994